# Propiedad contribuidora

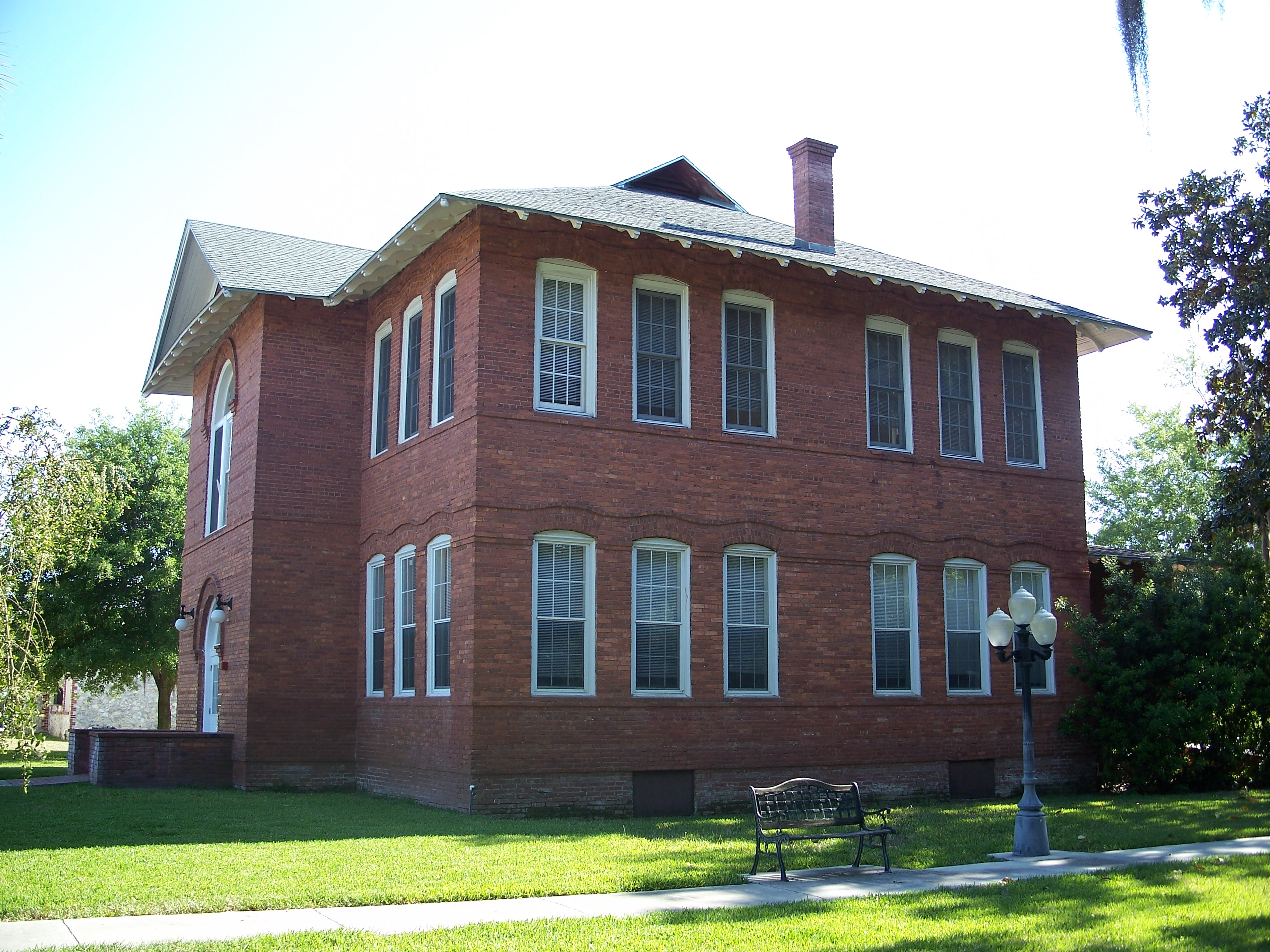
Little Red Schoolhouse, una propiedad contribuidora en el Distrito Histórico Newberry, Newberry, Florida.

En la ley que regula los distritos históricos en los Estados Unidos, una propiedad contribuidora es cualquier propiedad, estructura u objeto del cual se agrega a las cualidades de integridad histórica o arquitectónica convirtiéndolo en un distrito histórico, que figuran a nivel local o federal. Los organismos gubernamentales, a nivel estatal, nacional y local en los Estados Unidos, tienen diferentes definiciones de lo que constituye una propiedad contribuidora, pero hay características comunes. Las leyes locales regulan a menudo los cambios que se puedan hacer para contribuir a las propiedades designadas como distritos históricos. En 1931 la primera Ordenanza municipal que se encargaba en la alteración de las propiedades en los distritos históricos estaba en Charleston, Carolina del Sur. 
Las propiedades dentro de un distrito histórico pertenecen en uno de dos tipos de propiedades: contribuidoras y no contribuidoras. Una propiedad que contribuye, como una mansión del siglo XIX, ayuda a crear un distrito histórico, y una propiedad no contribuidora, como una moderna clínica médica, no lo hace. Las propiedades que contribuyen son la clave para que las asociaciones de los distritos históricos, cualidades arquitectónicas históricas, o arqueológicas. Una propiedad puede dejar de contribuir y viceversa en caso de que se presente alguna alteración importante.